# Starodereviànkovskaia
Starodereviànkovskaia - Стародеревянковская (rus) - és una stanitsa del krai de Krasnodar, a Rússia. Es troba a la vora dreta del riu Txelbas (davant de Kanevskaia), a 120 km al nord de Krasnodar.
Pertanyen a aquesta stanitsa els khútors de Bolxie Txelbassi, Ukraïnka, Xevtxenko, Miguti, Udarni, Borets Truda, Sladki Liman, Trudovaia Arménia i Txerkasski.